# (1981) Midas
(1981) Midas es un asteroide perteneciente a los asteroides Apolo descubierto el 6 de marzo de 1973 por Charles Thomas Kowal desde el observatorio del Monte Palomar, Estados Unidos.

## Designación y nombre
Midas fue designado al principio como 1973 EA.
Más adelante se nombró por el legendario rey frigio Midas.

## Características orbitales
Midas orbita a una distancia media del Sol de 1,776 ua, pudiendo acercarse hasta 0,6212 ua y alejarse hasta 2,931 ua. Tiene una inclinación orbital de 39,83° y una excentricidad de 0,6502. Emplea 864,4 días en completar una órbita alrededor del Sol.
Midas pertenece al grupo de los asteroides potencialmente peligrosos.